# Конвой OB 293
Конвой OB 293 (англ. Convoy OB 293) — 293-й атлантичний конвой транспортних суден серії OB, що у супроводженні союзних кораблів ескорту прямував з Ліверпуля до Атлантики, де приблизно за 750 морських миль на захід від Лендс-Енда розходився за своїми напрямками. Конвой OB 293 вийшов 2 березня 1941 року з Ліверпуля.

## Історія
2 березня 1941 року конвой OB 293, що складався з 37 суден, вийшов з Ліверпуля до портів Північної Америки. Транспорти супроводжувала ескортна група з двох есмінців — «Волверін» і «Веріті» та двох корветів — «Арбутус» і «Камеллія».
6 березня 1941 року конвой був помічений U-47 під командуванням Гюнтера Пріна. Після надсилання радіограми про виявлення конвою противника, він продовжив переслідування транспортів. Незабаром до нього приєдналися ще три човни: U-99 (Отто Кречмер), U-70 (Йоахім Мац) та U-A (Ганс Екерманн).
У ніч на 6 на 7 березня «вовча зграя» човнів Крігсмаріне розпочала атаку.
U-99 атакував конвой з фронту, він торпедував танкер Athelbeach, пошкоджений U-47, потопивши його, потім пошкодив Terje Viken. U-70 пошкодив британський танкер Delilian та голландський танкер Mijdrecht. Останній обійшов U-70 і спробував його протаранити; U-70 був змушений піти на екстрене занурення, щоб врятуватися. U-A атакував вантажник, але не потопив його.
Реакція кораблів союзного ескорту була швидкою та ефективною. Підводні човни зазнавали жорстоких бомбардувань глибинними бомбами, протягом п'яти годин було витрачено понад 100 глибинних зарядів. UA був пошкоджений, але зміг врятуватися; U-99 врятувався лише зануренням углиб і перечікавши контратаку ескортних кораблів на глибині. U-70 був пошкоджений у результаті ударів та викинутий на поверхню, де його обстріляли та добили корвети корветів «Арбутус» і «Камеллія».
U-47 уникнув уражень і зміг тримати контроль за рухом ворожого конвою, надсилаючи подальші звіти та вимагаючи повторної інформації. Він також зміг торпедувати китобійну базу Terje Viken, яка відстала після пошкодження, хоча вона все ще залишалася на плаву. Ескортні кораблі намагалися дотягнути її до порту, але вона врешті 14 числа затонула.
Приблизно о 01:00 ночі 8 березня, «Волверін» побачив на поверхні підводний човен, який він ідентифікував як U-47. Два британські есмінці атакували субмарину, і через чотири години, пошкоджений підводний човен сплив на поверхню у прямій близькості від «Волверіна», перш ніж знову пірнути. Есмінець послав заряд глибинних бомб у цьому місці, пролунав підводний вибух, але підтвердження що англійський корабель потопив саме U-47 немає. Як з'ясувалося вже після війни за архівними даними британський есмінець атакував скоріш за все U-A. Достеменна доля U-47 досі невідома.

## Кораблі та судна конвою OB 293[1]

### Транспортні судна
Позначення
| Назва                       | Прапор              | Тоннаж (GRT) | Прим. |
| --------------------------- | ------------------- | ------------ | --- |
| Athelbeach (1931)           | Велика Британія     | 6 568        | 7 березня пошкоджений торпедною атакою потоплений U-70, затоплений U-99 |
| Basil (1928)                | Велика Британія     | 4 913        | |
| Bayano (1917)               | Велика Британія     | 6 815        | судно коммодора віцеадмірала Дж. Остіна |
| Capsa (1931)                | Велика Британія     | 8 229        | |
| Cardium (1931)              | Велика Британія     | 8 236        | |
| City of Baroda (1918)       | Велика Британія     | 7 129        | |
| Delilian (1918)             | Велика Британія     | 7 129        | 7 березня пошкоджений торпедою U-70; відбуксований до Клайду |
| Dunaff Head (1918)          | Велика Британія     | 5 258        | 8 березня пошкоджений унаслідок атаки U-A |
| Eastgate (1940)             | Велика Британія     | 5 032        | |
| Embassage (1935)            | Велика Британія     | 4 954        | |
| Empire Attendant (1921)     | Велика Британія     | 7 524        | |
| Empire Wildebeeste (1918)   | Велика Британія     | 5 631        | |
| Jade (1938)                 | Велика Британія     | 930          | |
| Kelbergen (1914)            | Нідерланди          | 4 823        | |
| Korsholm (1925)             | Швеція              | 2 647        | |
| Leerdam (1921)              | Нідерланди          | 8 815        | |
| Leiesten (1930)             | Норвегія            | 6 118        | |
| Loreto (1913)               | Велика Британія     | 6 682        | |
| Mercier (1915)              | Бельгія             | 7 886        | |
| Michael J Goulandris (1921) | Грецьке королівство | 6 669        | |
| Mijdrecht (1931)            | Нідерланди          | 7 493        | 7 березня пошкоджений торпедою U-70; залишився на плаву та протаранив німецький човен, що пізніше був затоплений                                                                          |
| Miralda (1936)              | Велика Британія     | 8 013        | |
| New Brunswick (1919)        | Велика Британія     | 6 529        | |
| New Westminster City (1929) | Велика Британія     | 4 747        | |
| Peru (1916)                 | Велика Британія     | 6 569        | |
| Port Caroline (1919)        | Велика Британія     | 8 263        | |
| Puck (1935)                 | Польща              | 1 065        | |
| Sacramento Valley (1924)    | Велика Британія     | 4 573        | |
| Terje Viken (1936)          | Велика Британія     | 20 638       | китобійне судно-фабрика. Уражена двома торпедами U-47 капітан-лейтенанта Гюнтера Пріна, добита U-99 (одне з найбільших суден та кораблів потоплених U-Boot за часи Другої світової війни) |
| Tiradentes (1922)           | Норвегія            | 4 960        | |
| Tregarthen (1936)           | Велика Британія     | 5 201        | |
| Ulysses (1918)              | Нідерланди          | 2 666        | |
| Vernon City (1929)          | Велика Британія     | 4 748        | |
| Viking Star (1920)          | Велика Британія     | 6 445        | |
| Waroonga (1914)             | Велика Британія     | 9 365        | |
| White Crest (1928)          | Велика Британія     | 4 365        | |
| Woensdrecht (1926)          | Нідерланди          | 4 668        | |
| Yselhaven (1921)            | Нідерланди          | 4 802        | |

### Кораблі ескорту
| Назва      | Прапор                                  | Тип корабля                                              | Прим.                                                                 |
| ---------- | --------------------------------------- | -------------------------------------------------------- | --------------------------------------------------------------------- |
| «Арбутус»  | Військово-морські сили Великої Британії | корвет типу «Флавер»                                     | 2-7 березня. 7 березня разом з «Камеллією» потопив U-70               |
| «Беверлі»  | Військово-морські сили Великої Британії | ескадрений міноносець типу «Таун»                        | 4-8 березня                                                           |
| «Камеллія» | Військово-морські сили Великої Британії | Корвет типу «Флавер»                                     | 2-7 березня. 7 березня разом з «Арбутусом» потопив U-70               |
| «Челсі»    | Військово-морські сили Великої Британії | ескадрений міноносець типу «Таун»                        | 2-7 березня                                                           |
| «Веріті»   | Військово-морські сили Великої Британії | ескадрений міноносець «Модифікований Адміралті» типу «W» | 2-7 березня. 8 березня разом з «Волверін» атакував та пошкодив ПЧ U-A |
| «Волверін» | Військово-морські сили Великої Британії | ескадрений міноносець «Модифікований Адміралті» типу «W» | 2-7 березня. 8 березня разом з «Веріті» атакував та пошкодив ПЧ U-A   |

## Підводні човни Крігсмаріне, що брали участь в атаці на конвой
Позначення
| Назва | Тип   | Командир                          | Результати атаки                                                                  | Прим. |
| ----- | ----- | --------------------------------- | --------------------------------------------------------------------------------- | --- |
| U-37  | IXA   | капітан-лейтенант Ніколай Клаузен | не атакував                                                                       | |
| U-47  | VIIB  | капітан-лейтенант Гюнтер Прін     | 7 березня потопив китобійне судно-фабрику Terje Viken (20 638 т)                  | зник у Північній Атлантиці південніше Ісландії (за однією з версій був затоплений корветами «Арбутус» і «Камеллія») |
| U-70  | VIIC  | капітан-лейтенант Йоахім Мац      | 7 березня пошкодив Delilian, Athelbeach та Mijdrecht                              | 7 березня протаранений Mijdrecht і затоплений атакою корветів «Арбутус» і «Камеллія»                                |
| U-99  | VII B | капітан-лейтенант Отто Кречмер    | 7 березня потопив танкер Athelbeach, пошкодив Terje Viken (згодом затоплено U-47) | |
| U-A   | «Ау»  | капітан-лейтенант Ганс Екерманн   | 7 березня потопив Dunaff Head                                                     | 8 березня був пошкоджений атакою «Волверін» і «Веріті»                                                              |